# LBHD1
LBHD1 (англ. LBH domain containing 1) – білок, який кодується однойменним геном, розташованим у людей на 11-й хромосомі. Довжина поліпептидного ланцюга білка становить 289 амінокислот, а молекулярна маса — 31 565.
| 10         |  | 20         |  | 30         |  | 40         |  | 50         |
| ---------- |  | ---------- |  | ---------- |  | ---------- |  | ---------- |
| MALVPGRSKE |  | DGLWTRNSPG |  | SSQHPESPRL |  | PNPLWDRGKI |  | GKVEGHQHIQ |
| VSTSSACVWQ |  | LAYPPVWPNL |  | PAVPIQDFSQ |  | KSHLPSIVVE |  | SSEVNEESGD |
| LHLPHEELLL |  | LTDGEEEDAE |  | AFFQDQSEEP |  | GWAWSPQDPR |  | SPLRTFNAGL |
| SWGQDQDEED |  | ACWILEDTAC |  | LEATNHCPFW |  | DSTGSRVCRS |  | GFVEYSHLLP |
| PNSFEGAEEE |  | AVQTPAGVES |  | GAASEAPGGR |  | GCDRPRADHA |  | APPQEAGVQC |
| TCQHYTVREE |  | AQKTPPADPA |  | CPEREDSHGS |  | GSPFKASQD  |  |            |

A: Аланін

C: Цистеїн

D: Аспарагінова кислота

E: Глутамінова кислота

F: Фенілаланін

G: Гліцин

H: Гістидин

I: Ізолейцин

K: Лізин

L: Лейцин

M: Метіонін

N: Аспарагін

P: Пролін

Q: Глутамін

R: Аргінін

S: Серин

T: Треонін

V: Валін

W: Триптофан

Задіяний у такому біологічному процесі, як альтернативний сплайсинг. 